# Riesbergtunnel
Der Riesbergtunnel (in der Planungs- und Bauphase auch Riesenbergtunnel) ist 1.322 m langer Eisenbahntunnel der Schnellfahrstrecke Hannover–Würzburg im niedersächsischen Landkreis Hildesheim. Die Röhre durchquert zwischen Woltershausen und Lamspringe den Riesberg und trägt daher seinen Namen.

## Geographische Lage
Der Riesbergtunnel befindet sich durchschnittlich rund 2 km östlich von Woltershausen und 2,5 km nordwestlich von Lamspringe. Im Woltershausener Gemeindegebiet gelegen führt er durch die unbewaldete Westflanke (Höhe über dem Tunnel maximal rund 240 m ü. NN) des sonst bewaldeten Riesbergs (311,1 m ü. NN). Sein Nordnordwestportal liegt östlich von Netze und sein Südsüdostportal östlich von Graste, die jeweils zu Woltershausen gehören.

## Verlauf
Die Röhre verläuft zwischen den Streckenkilometern 48,5 und km 49,8.

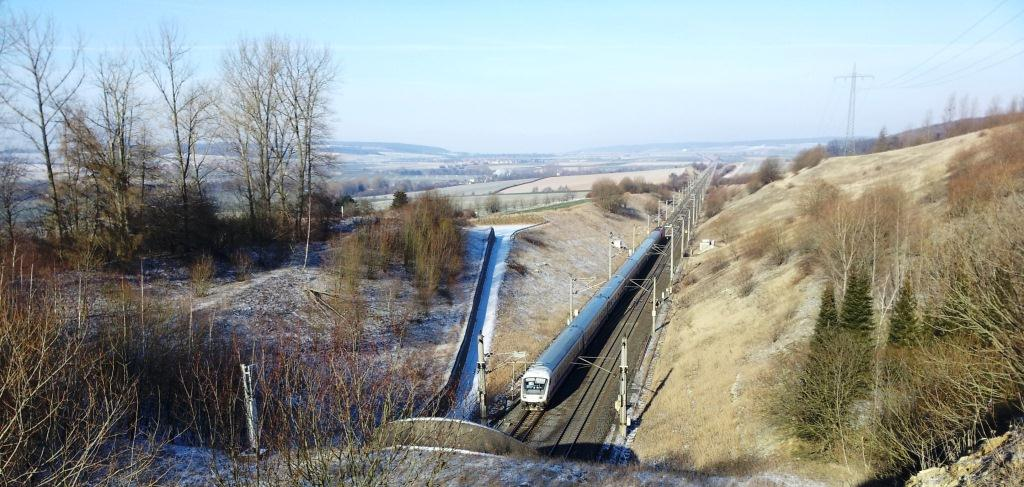
Blick vom Nordnordwest-Portal auf den Voreinschnitt mit Rettungsplatz und Überleitstelle Netze

Die Trasse verläuft im Tunnel, von Nordnordwest nach Südsüdost, zunächst gerade und geht in der Mitte des Tunnels in eine Rechtskurve über. Die Gradiente steigt von Südsüdost nach Nordnordwest mit zunächst 12,486 Promille an; in der Mitte des Tunnels werden 6,915 Promille erreicht, die zum Südsüdostportal hin abflachen und im südsüdöstlichen Voreinschnitt in ein Gefälle von 4,020 Promille übergehen. Die maximale Überdeckung liegt bei 19 m. Am Südsüdostportal liegt der höchste Punkt der Schnellfahrstrecke im Landkreis Hildesheim.
Südsüdöstlich schließt sich zunächst ein rund 300 m langer Einschnitt an das Bauwerk an, auf den eine Brücke folgt. Eine Kreuzung mit der hier verlaufenden Trasse der Lammetalbahn bei Neubaustreckenkilometer 50,2 wurde nicht vorgesehen, da die Stilllegung des Streckenabschnitts zwischen Harbarnsen und Lamspringe absehbar war.
Durchörtert werden Gesteine des Oberen Muschelkalks. Es handelt sich dabei um Cenrantilen- und Trochitenkalk-Schichten (mo2 bzw. mo1). Aufgrund der durchgehend oberflächennahen Verlaufs waren die in der Bauzeit anstehenden Gesteine durchgehend verwittert.

## Querschnitt
Bei einem Gleismittenabstand von 4,70 m weist das Bauwerk eine Sohlbreite von 12,50 m und eine Firsthöhe von 7,75 m über Schienenoberkante auf.

## Geschichte

### Planung
Im Bereich des heutigen Tunnels war im Raumordnungsverfahren ursprünglich ein bis zu 30 m tiefer Einschnitt vorgesehen. Alternative wurde eine Tunnellösung untersucht.
Aufgrund einer Empfehlung in der landesplanerischen Feststellung wurde in der weiteren Planung der heutige Tunnel entwickelt. 1982 war der Tunnel mit einer Länge von 1070 m geplant. 1984 war das Bauwerk mit der später ausgeführten Länge von 1.322 m geplant.
In der Planungsphase lag der Tunnel im Planfeststellungsabschnitt 2.03 (km 47,200 bis km 50,950).

### Bau
Der Tunnel wurde zwischen 1986 und 1988 errichtet. Die Röhre wurde von beiden Seiten in bergmännischer Bauweise (Neue Österreichische Tunnelbauweise) aufgefahren. Im August 1986 begann der Kalottenvortrieb von Nordnordwesten. Aufgrund ungünstiger geologischer Verhältnisse war für die Gegenrichtung ein Ulmenstollenvortrieb geplant. Nachdem die beim Aushub des Voreinschnitts aufgefundenen geologischen Verhältnisse besser waren als geplant, konnte ebenfalls mit einem Kalottenvortrieb begonnen werden. Kurze Bereiche an den Portalen sollten in offener Bauweise errichtet werden.
Nach der Arbeitsruhe zum Jahreswechsel 1986/87 traten am 9. Januar 1987 nach vier Abschlägen bei Streckenkilometer 49,2015 starke Risse in der Spritzbetonschale auf. Der Vortrieb wurde daraufhin eingestellt und die Kalotte zwischen Streckenkilometer 49,168 und 49,201 auf einer Länge von 33 m mit Holzstempeln und anderen Stützmaßnahmen provisorisch gesichert. Mit dem Ziel einer dauerhaften Verbesserung der Trageigenschaften des Gebirges wurden auf einer Länge von 50 m zwischen Kilometer 49,163 und 49,213 Injektionen von über Tage aus durchgeführt.
Die Vortriebsarbeiten wurden im September 1987 abgeschlossen.
Insgesamt fielen rund 160.000 m³ Tunnelausbruch und 260.000 m³ Aushub für die Voreinschnitte an. Diese Massen wurden auf Höhe der Baustelle der Talbrücke Kassemühle über ein Jahr lang auf Seitenkipper verladen, die durch eine Diesellok der Baureihe 218 auf der damals noch bestehenden Bahnstrecke Sehlem–Bodenburg nach Sarstedt abgefahren wurde. Das Material wurde zur Verfüllung eines Steinbruchs sowie zur Aufschüttung von Dämmen in benachbarten Baulosen verwendet.
Insgesamt wurden 1.700 t Stahl aufgewandt. Das Baumaterial wurde auf der alten Bahnlinie aus Richtung Bad Gandersheim geliefert, die durch eine extra hergestellte Schleife nördlich von Lamspringe an die Neubaustrecke angeschlossen wurde.
Die Bausumme betrug 40 Millionen DM.